# 神業-KAMIWAZA-
『神業－KAMIWAZA－』（かみわざ）は2006年8月31日にアクワイアより発売のPlayStation 2用ゲームソフト。
2008年3月19日にベスト版（ACQUIRE THE BEST）が発売。
2022年10月13日にはHDリマスター版『神業 盗来 -KAMIWAZA TOURAI-』がPlayStation 4/Nintendo Switch向けに発売予定。

## 概要
このゲームは泥棒の「海老三」が主人公のステルスゲーム、ステルス泥棒アクション。隠密アクションゲーム『立体忍者活劇 天誅』シリーズや、忍者アクションアドベンチャー『忍道 戒』など、数多くの時代劇ゲームのヒット作、とりわけステルスアクションを開発してきた会社アクワイアの作品。
盗人をモチーフにゲーム上の様々な概念が従来のアクションとはずらされており、さらに海老三の動きは不審そのものであり、風合の異なるゲームであるが、実質的なアクション、アドベンチャーとしての出来はしっかりしている。泥棒といっても、海老三は、「義賊」としての盗みを己に課しており、殺し、押し入り強盗は法度。秘密裏に、持てるものから盗み、持たざるものに分け与えることを目指す。とはいえ、主人公を取り巻く状況の中で、何の為に盗みをし、いつどこから盗み、盗んだ成果をどのように生かすかはプレイヤー次第。
プレイヤーの行動によってシナリオは変わってくる。

## ゲームシステム

### 基本システム
風呂敷
盗んだものは風呂敷に詰めていき、詰め込んだ分大きくなる。ボールのように扱うことも可能。着脱が可能で、離れたところに置き去りにした風呂敷も手元に引き寄せるというトリックが可能。但し、別のマップに置いてきた風呂敷を引き寄せると中身が幾つか壊れてしまう。見つかりにくさや内容積などそれぞれ異なった特徴を持った風呂敷が存在。風呂敷には盗品とは別にアイテム欄が存在し、いくつかの便利グッズを収められる。
変装
手拭を顔に結ぶことで変装。手拭の種類や結び方で見つかりにくさや面割れのしやすさが変わる。変装すると昼夜を問わず不審に思われる。ダメージが蓄積すると外れてしまう。
不審な行動
変装、目立つほど大きく膨らんだ風呂敷を背負う、風呂敷を引き寄せる、盗むなどの行動や私有地に足を踏み込んだ姿を見られる、そっくりな人相書が出回っている状態で見られたりすると、あからさまに警戒される。逆に言えば、不審な行動を見られさえしなければ、いくら姿を見られても、周囲から警戒されたり、追い回されたりはしない。
すずな
病に倒れた娘。薬を与える事で体調を回復させることができる。食べ物などを渡して僅かに回復させる事もできるが、与える物によっては病状を悪化させる事も。病気は時間と共に進行する為、小康状態を保つにも最低一日一回は薬を与えなければならない。薬を与え続ければ快方に向かうが、完治させる為にはある条件が存在する。病気が悪化すると最終的には死亡してしまい、ゲームオーバーとなる。

### アクション
泥棒に必須の、「隠れる」、「盗む」動作がメインである。
隠れる
連続して相手の視線を奪った回数により1隠、2隠…という「隠コンボ」が発生
ワンボタンステルス
ボタン一発の簡単操作で、華麗に隠れる。地形や屋内の構造にあわせ、最適な隠れ方をとることが出来る。これで隠れたのか？と自ら疑うような不審な隠れ方であっても、相手が気付かなければそれは隠れている。また、隠れる動作は、マップにおける行動範囲を広げたり、敵との格闘中に攻撃を避けるのにも役立つ。ただし、ただ単に身を隠したり、発覚後に敵の追跡を逃れる為に身を隠しても隠コンボは発生しない。

アテンション・コントロール
敵の注意、視線を自在にそらし、プレイヤーの存在に気付かれないような行動をとる。浮世絵や花火といったアイテムや、手持ちの風呂敷包みによって相手の視線を奪う。何かに視線を奪われた者からはその視線を指し示す赤い光線が発生し、隠れるのと同等の効果をもたらす。多くの耳目をひきつける花火などは一発でも多くの隠コンボを稼ぐことが出来る。
ジャストステルス
相手の視界に入った瞬間に隠れる動作を行うことで、周囲に隠れるところがない状態でも敵の目を逃れることが出来る。自らの残像で相手の視線を奪っているため、隠コンボを稼ぐのに有効。
盗みアクション
盗む動作は、両手によるブローや蹴りといった格闘的動作によって盗み取ることが可能になる。難しい獲物となるとゲージが表示され、盗みアクションを当てる事でこれを減少させ、ゼロになった瞬間に初めて盗める。海老蔵のレベルが上がれば盗み易くなる。
スリ盗り
人物の正面から盗みアクションを行うことで懐の金品を掏ることができる。手持ちの金品を全てスリ盗られた相手はあまりの出来事に気を失う（心を盗んだ、とも）。
錠前破り
「針金」によって錠前を破る。所持している針金のレベルによって破れる錠前が決まる。掛かっている錠前を破れる針金を所持していれば、錠前破りのアクションが発動。サイトにあわせ複数回タイミングよくボタンを入力することで錠前を破れる。ジャストステルス中に限り、サイトへのボタン入力が自動で行われ、錠前を破ることが可能。
素敵スティール
ジャストステルスやアイテムによって隠コンボを稼ぐと、100素敵、200素敵…と表示され、表示が消える前に盗むことで「素敵スティール」が発動し、1盗、2盗…という「盗コンボ」が発生。多くの隠コンボを稼いだ後、さらに多くの獲物を盗めば、隠れることで得た素敵点の素点とその直後に盗んだ回数の積の分だけ「素敵点」を獲得できる。更にこの状態ではどんなに困難な獲物でも一撃で盗む事が可能。素敵スティールを発動させなければ、隠コンボで得た素敵点の素点は消え、素敵点を得ることは出来ない。

素敵点
素敵スティールなど素敵な行いをすると得られるポイント。「おやっさん」による修行に使用。

### 盗人之湯
表向きは銭湯「白波湯」だが、盗み道具の販売、盗品の換金など、盗人をサポートする施設。主人公の活動拠点となる。
元締め
金を貢ぐことでよきにはからってくれ、店やおやっさんの教えてくれる技のラインナップが増加。さらにいいことも…。但し、貢ぎが滞ると制裁が待っている。
ネタの市
高額物件や落し物探しなど盗人向けの様々な依頼（ネタ）を請けることができる。ネタによって大金が手に入ったり、人気が上がったりなど様々な結果が待っている。
換金楼
風呂敷の中身の換金。素敵スティールで盗めば換金楼のオヤジの歓心を買え、高額で引き取ってもらえる。
盗人屋
風呂敷、手拭、花火、浮世絵など盗人の用いる道具の販売。
おやっさん
素敵点と交換に、隠れ技や手拭の結び方を教えてくれたり、免状試験への挑戦権をくれる。
免状試験
おやっさんのくれる免状情報を風呂敷に入れ、条件をこなすことで盗みの仕事がしやすくなる特典のついた免状を得ることが出来る。

### その他
民箱
風呂敷の中身を民衆に与える。換金は出来ないが、喜ばれる物を入れると人気が上昇する。
人気
民衆からどれだけの人気があるかを示す。民箱に喜ばれる物を入れたり、民衆の為のネタをクリアすると上昇する。逆に民衆に暴力を振るったり、盗みの瞬間を見られたりすると減少。時間経過でも少しずつ減少する。人気が上がれば英雄扱いされ、出会う度に快く挨拶をされたり、自宅の前にアイテムを置かれたり、人相書を破り捨てたりしてくれるといった恩恵がある。
火付盗賊改
盗人を捕まえようと躍起になっている役人たち。下位から順に同心クラス、与力クラス、御頭が存在する。正体がばれていず、不審な行動を見かけられなければ、普通にやり過ごせる。町で不審な行動を見られるとどんどん動員され、徐々に強豪クラスが現れる。御頭まで来た暁には逃げた方が無難。動員数が増えた場合はほとぼりが冷めるまでそのエリアに近付かなければ良いが、その間は他のエリアの警備が手薄になる場合もある。
人相書
海老蔵の手配書。最初はひょっとこのような、似ても似つかない絵だが、現場で目撃されればされるほど絵が本物の顔に似てくる。ある程度似ると常に役人達が警戒している状態となり、そっくりになった状態で自宅に戻るとゲームオーバーとなる。時間が経つか、人相書を盗むとまた似てない絵に戻っていく。
脱獄
捕まってしまえば牢獄に入れられる。一定日数経過すれば出られるが、脱獄も可能。さらに脱獄中に逃げながら盗むことさえ可能。罪が重ければより地下に入れられる。
戦闘
武士や火盗改といったマップ上の敵と戦ったり、ストーリー上にはいくつかのボス戦が織り交ぜられている。盗む動作を攻撃に、隠れる動作を回避に見立て戦闘を繰り広げる。海老三以外にはHPは存在せず、主に相手の心を盗むことで対抗する。
風呂敷による攻撃
風呂敷を相手に蹴り当てることで気絶させる。また、風呂敷の中の盗品をマシンガン張りに射出することで気絶させる。
スリ取りによる攻撃
懐のものを盗む。全て盗み取ったついでに奴の心も盗み取り、気絶させる。得物を盗み丸腰にして負かすことも。
蹴り
風呂敷や獲物を蹴り飛ばす他、人を転ばせることが可能。但し、それでダメージを与える事はできない。

## ストーリー
舞台は江戸末期、東北地方を根城として名を馳せていた義賊集団『銀鴉衆（ぎんがらす）』。義賊に身をおいていた若き日の海老三は、義賊の道を信じ、周囲の大人たちのような立派な義賊になることを夢見ていた―
十年前―銀鴉衆としての初仕事の日、屋敷に赴いた海老三は、仕事中に幼き少女・すずなを見つける。一方その頃、義賊であるはずの銀鴉衆の他の仲間は寝屋で殺しを行っていた事を知り、兄貴分の藍之助と海老三は失望する。海老三は藍之助の指示で、幼き命を守る為、すずなとともに逃げ出す―
十年後―堅気の仕事である大工に職を移し、親を亡くしたすずなを養ってきた海老三。明るく健気な娘に育ったすずな。貧しいながらも平穏で幸福な暮らしだった。しかし、そんな幸せも束の間、すずなは重い病にかかってしまう。治すには高価な薬が必要だが、貧しい海老三には到底手の届くものではない。
葛藤する海老三だったが、すずなの為に再び盗みに手を染めることを決意。その矢先、かつての兄貴分の藍之助と再会。彼を信じ、海老三は義賊「藍三団」として働きを開始した。

### 地図
- 零村（こぼれむら）…貧しくぎりぎりの生活をするものの住処。海老三の家も此処にある。
- 鳴洲町（なかすちょう）…町人たちの退屈な生活の場。庶民の味方「白玉屋」なる店が存在し、この店のものを盗んで民箱に入れると嫌われる。
- 盗人之湯（ぬすびとのゆ）…白波湯として普通に営業しているが、実は盗人の拠点。
- 紅天通り（べにてんどおり）…商店が集中している。悪どく儲けた富める商家が多い。
- 三角港（みかどこう）…漁師の仕事場。また商船「尖閣丸」が停泊しており、交易品が積まれている。
- やしゃらぎ大社…人々の訪れる神社。「心の巣」というスナックのような名前の社務所があり、妙に力の抜けた巫女がお守りなどを販売。
- 外ヶ崎屋敷（がいがさきやしき）…風情豊かな武家屋敷。宝が多い。黄武士、青武士、赤武士も多くいる。
- 三角城（みかどじょう）…御取り潰しで廃墟となり、荒れ放題の城。埃を被ったものが多く残されているが、中には価値の高いものも。
- 無間牢獄（むげんろうごく）…罪人を放り込む場所。地下に階層が伸びている。
- 阿野屋敷…オープニング（チュートリアル）でのみ訪れる大きな屋敷。ここでしか盗めないものもある。

## 登場人物
海老三（えびぞう）声：小野大輔
主人公。「銀鴉衆」を抜け、盗みから足を洗い大工となりすずなを育ててきたが、病に倒れた娘すずなの薬を買うために義賊としての盗みを再開。
すずな声：仙台エリ
親を亡くし、ひょんなことから海老三に育てられる。内職をし、実入りの少ない家計の手助けをしていたが、重い病にかかってしまう。
『AKIBA'S TRIP』にゲスト出演している。
藍之助（あいのすけ）声：藤原啓治
海老三の兄貴分。完璧な盗みをポリシーにしているが人に対しては寛大。
元締め（もとじめ）声：沢海陽子
盗人の同業組合「盗人之湯」の元締め。過去に幕府の御庭番としての経歴を持つ。海老三に自分に貢ぐことを要求する。
百紋（びゃくもん）声：甲斐田裕子
謎めいた女盗賊。派手な装いとは裏腹に、物腰は丁寧で慎重。
「火付盗賊改 御頭」天津（ひつけとうぞくあらため おかしら あまつ）声：楠見尚己
放火･窃盗･博打を取り締まる「火付盗賊改」の首領。多くの同心を率い、盗人に睨みを利かす。

### 銀鴉衆
銀狐（ぎんぎつね）声：納谷六朗
銀鴉衆の副総代。盗人歴は長くすでに老人といっていい風貌だが、短気で残虐、己の為には他を顧みない男。得物は斬って盗める刀「釣包丁」。
お夏（おなつ）声：谷育子
女盗賊。女とは思えない魁偉な容貌を持ち、怪力による豪快な盗みを行う。
狛獅子（こまじし）声：吉野貴宏
見た目は獅子舞のからくり。口から火を吐き、火付け盗賊のような盗みを行う。